# Vesta (biljni rod)
Vesta, monotipski biljni rod  iz porodice kozlačevki dio tribusa Schismatoglottideae, potporodica Aroideae. 
Jedina vrsta je V. longifolia, trajnica,  rizomatski geofit iz poluotočne Malezije (Perak) i Bornea

## Sinonimi
- Hestia S.Y.Wong & P.C.Boyce; Bot. Stud. (Taipei) 51(2): 250 (2010), nom. illeg.
- Hestia longifolia (Ridl.) S.Y.Wong & P.C.Boyce; Bot. Stud. (Taipei) 51(2): 252 (2010)
- Schismatoglottis longifolia Ridl.; J. Bot., 37 (1902)

## Vanjske poveznice
|  | Zajednički poslužitelj ima još gradiva o temi Vesta longifolia |
|  | Wikivrste imaju podatke o taksonu Vesta                        |